# 毛利長門
毛利 長門守（もうり ながとのかみ、生年不詳 - 慶長20年5月8日（1615年6月4日））は、江戸時代初期の武将である。

## 経歴
大坂夏の陣で大坂城落城後、切腹したとされるが、共に切腹した毛利勝永との関係性は不明（息子の勝家、勝永本人とも）。『浅井一政自記』によると秀頼らに切腹を勧めた浅井一政を津川近治とともに外へ連れ出した。